# Mar-biti-apla-usur
Mār-bīti-apla-uṣur (Mar-biti protege a su heredero),),: 165  reinó en el período 984–979 a. C. y fue el único rey de la VII Dinastía de Babilonia o Dinastía Elamita. Según la Lista sincrónica de reyes, fue contemporáneo del rey asirio Assur-resh-ishi II.
Se desconocen las circunstancias de la caída de la dinastía Bazi precedente, y su sustitución. El nombre de este rey es acadio, y en la Crónica dinástica  es descrito como remoto descendiente de Elam. No se conocen gobernantes de Elam que llevasen títulos acadios, pero su reinado coincide con un período en blanco de la historia política elamita. A pesar de su ascendencia, no parece haber sido considerado como un intruso extranjero en edades posteriores. Está registrado su gobierno de seis años y que fue enterrado en el palacio de un <<rey legítimo>>, lo que sugiere un entierro adecuado para un rey legal.: 155  La Crónica ecléctica registra el mes de Nisānu de su cuarto año, pero el evento no se ha conservado. Puede estar relacionado con la suspensión del festival Akitu, debido a incursiones de los arameos, ya que es el tema principal de la crónica.
Se han recuperado cuatro puntas de flecha de bronce de Lorestān con su nombre, y el título šar kiššati, (Rey del mundo).”